# Istituto nazionale di standardizzazione
L'Istituto nazionale di standardizzazione (nome completo: Istituto nazionale di standardizzazione e metrologia dell'Armenia; sigla: SARM) è l'organizzazione di standardizzazione nazionale dell'Armenia.
Essendo membro dell'Organizzazione internazionale per la normazione (ISO), è necessariamente l'unica organizzazione di standardizzazione nazionale che rappresenti l'ISO in Armenia. In particolare, è un membro a pieno titolo (Member body) dell'ISO, e in quanto tale partecipa e vota alle riunioni dell'ISO tecniche e sulle policy, oltre a vendere e adottare gli standard internazionali ISO a livello nazionale.

## Storia
Istituito nel 1998 nell'Unione Sovietica con il nome "Armstandard", è stato riconosciuto dal governo armeno come organismo nazionale di standardizzazione nel 2004, con il nome attuale e nella forma di Comitato direttivo intergiurisdizionale statale sotto la giurisdizione del Ministero del commercio e dello sviluppo economico dell'Armenia.

## Attività
Il SARM ha istituito al suo interno 6 comitati tecnici (TC), che si occupano di standard relativi ai settori dei prodotti alimentari e non, dei servizi, dei sistemi di gestione della qualità e dei sistemi di gestione ambientale.
Conta 10 laboratori di prova, tramite i quali il SARM fornisce servizi di valutazione della conformità.
Dal 1997 è membro dell'ISO (Organizzazione internazionale per la normazione), dove alla data del 19 ottobre 2012 conta 59 partecipazioni alle Commissioni Tecniche (TC - Technical Committee) e 3 partecipazioni ai Comitati di sviluppo delle policy (PDC - Policy Development Committee).
Dal 2007 è anche un organismo di normalizzazione partner (PSB) del Comitato europeo di normalizzazione (CEN) e dal 2008 membro affiliato, dove partecipa in 3 comitati tecnici: TC 233 (Biotecnologie), TC 234 (Alimentazione gas), TC 340 (Dispositivi antisismici).
Partecipa inoltre nell'Interstate Council for Standardization, Metrology and Certification.

### Norme tecniche
Le norme tecniche del SARM sono contraddistinte dalla sigla "AST", assieme a eventuali sigle di altre organizzazioni di standardizzazione da cui SARM ha recepito la norma o che hanno recepito la norma da SARM, e seguita dal codice numerico della norma, oltre all'anno, relativo all'edizione della norma; tale codice numerico potrebbe non corrispondere al codice adottato da altre organizzazioni di standardizzazione. Nel caso in cui l'anno di adozione di una norma sia differente dall'anno in cui la norma da cui trae origine è stata a sua volta adottata, anche l'anno indicato dopo il codice numerico della norma potrebbe essere differente (anche se il più delle volte i due anni coincidono).
Ad esempio, la norma AST ISO 9001 "Quality management systems. Requirements" è il recepimento da parte della SARM della norma internazionale ISO 9001.